# Паличкоподібна водомірка ставкова
Паличкоподібна водомірка ставкова (Hydrometra stagnorum) — вид водних клопів родини паличкоподібних водомірок (Hydrometridae).

## Поширення
Вид поширений в багатьох країнах Європи, Північній Африці, на Близькому Сході і в Середній Азії. Мешкає у порослих рослинністю повільних струмках, а також у канавах і ставках.

## Опис
Паличкоподібна водомірка ставкова зазвичай безкрила, але іноді має повні крила. Тіло часто темно-сірого або навіть чорного кольору, завдовжки приблизно 13 мм. Голова і тулуб довгі і тонкі. Ноги довгі і тонкі, чотиричленникові. Його вусики довгі, морфологічно схожі на четверту пару ніг. На нижній стороні тіла є дрібні волоски.

## Спосіб життя
Живе на поверхні води, невелика вага заважає порушувати поверхневий натяг води; активна в сутінках, для відпочинку відходить на сушу. Харчується личинками комарів та іншими дрібними водяними тваринами завдяки своєму загостреному роструму. Самиця прикріплює ікру до плавучих рослин.